# Il dolore del pascià
Il dolore del pascià (La Douleur du Pacha) è un quadro realizzato dal pittore francese Jean-Léon Gérôme nel 1885. Quest'olio su tela è conservato al Joslyn Art Museum, a Omaha, nel Nebraska, negli Stati Uniti d'America. L'opera entrò nelle sue collezioni in seguito ad una donazione nel 1990.

## Descrizione
Il quadro ritrae un uomo seduto a gambe incrociate sul tappeto di un ricco palazzo orientale accanto a una grande tigre morta sulla quale veglia. Si tratta della rappresentazione del lutto di un pascià che ha perso il suo felino preferito.
L'animale è disteso al centro della scena: la sua testa riposa su un tappeto ricoperto di fiori e il suo corpo è circondato da due candelabri imponenti e da un'incensiere. La firma dell'artista, JL GEROME, si trova ai piedi del candelabro più a sinistra. In una seconda versione dell'opera (venduta dalla sede nuovaiorchese della casa d'aste Sotheby's) l'ambientazione è diversa e non sono presenti né i fiori né i candelabri.

## Ispirazioni
A Gérôme piaceva dipingere delle scene orientaliste. Egli trovò l'ispirazione per questo soggetto in una poesia omonima di Victor Hugo facente parte della raccolta del 1829 Le orientali. L'autore descrisse il pascià che trascura tutto per lasciarsi abbandonare al lutto causato dalla morte del suo animale tanto adorato.
Et qui, triste et rêveur, pleure comme une femme ?
Son tigre de Nubie est mort.»
e che, triste e sognante, piange come una donna?
La sua tigre nubiana è morta.»
L'ambientazione dovrebbe ricordare l'Oriente, anche se l'artista si rifece al patio del Leoni del palazzo moresco dell'Alhambra, in Spagna. I candelabri sono l'uno in stile ottomano e l'altro in stile iraniano safavide. Gli abiti del pascià ricordano quelli del ritratto di Marco Bozzari dipinto dal pittore nel 1874.